# Sevillana de Electricidad
Pour les articles homonymes, voir Sévillane.

Logo de la compagnie Sevillana de Electricidad

Logo de la compagnie Sevillana-Endesa

La Compañía Sevillana de Electricidad, S.A. (CSE), en français Compagnie Sévillane d'Électricité SA, était un producteur et distributeur espagnol d'électricité. Elle devint en 2002 une filiale d'Endesa sous le nom de Sevillana-Endesa.

## Histoire

### Premières années
L'entreprise fut fondée à Séville le 23 juillet 1894, financée par l'entreprise d'électricité allemande AEG et par la Deutsche Bank. Le champ d'action de la Sevillana se limita au début à la province de Séville, qu'elle contrôla entièrement dès 1914, générant alors 15 millions de kWh.

### Expansion au reste de l'Andalousie
Elle entreprit ensuite son expansion, en commençant par le Campo de Gibraltar, dans la province de Cadix. En 1926, elle acquit l'Empresa Rondeña de Electricidad, producteur d'électricité de Ronda qui possédait notamment une centrale hydroélectrique sur le río Guadalevín, grâce à laquelle elle s'assura la suprématie dans la province de Malaga.
Après une période inactive due à la guerre civile espagnole, la compagnie commença une étape de grande expansion. Elle racheta en 1951 l'entreprise Mengemor, spécialisée dans l'énergie hydroélectrique. En 1964, elle absorba la Sociedad Hidroeléctrica de Peñarroya (Société hydroélectrique de Peñarroya) et en 1967 Hidroeléctrica del Chorro, son principal concurrent sur le marché andalou, propriétaire de la centrale hydroélectrique du défilé des Gaitanes, sur le fleuve Guadalhorce, dans la province de Málaga. L'expansion de l'entreprise atteignit son sommet en 1968, lorsqu'elle acquit les Centrales Térmicas del Litoral (Centrales thermiques du Littoral) appartenant à l'Instituto Nacional de Industria, grâce auxquelles elle posséda le monopole du marché énergétique en Andalousie et dans la province de Badajoz.
Avec le choc pétrolier de 1973, la compagnie s'intéressa à l'énergie nucléaire. Elle participa avec d'autres compagnies à la création de la centrale nucléaire d'Almaraz en 1973 et à celle de Valdecaballeros en 1975. La Sevillana de Electricidad était alors cotée à l'Ibex 35. En 1995, le chiffre d'affaires de l'entreprise fut de 287 470 millions de pesetas

### Rachat par Endesa
Avec l'entrée de l'Espagne dans l'Union européenne en 1986, le marché électrique européen se libéralisa. En 1991, l'entreprise Endesa acquit 33,5 % de l'entreprise. Cette participation d'Endesa monta à 75 % en 1996. En 1999, la Sevillana de Electricidad cessa d'être cotée en bourse. Le 15 février 2002, Endesa racheta les parts restantes de la Sevillana de Electricidad et la compagnie andalouse devint sa filiale sous le nom de Sevillana-Endesa,,.